# Christina Stürmer
Christina Stürmer est une chanteuse autrichienne. Elle est née le 9 juin 1982 à Altenberg bei Linz, près de Linz en Autriche.

## Carrière
Elle est issue d'une famille musicale. À l'âge de 13 ans, elle joue du saxophone et fait partie d'un groupe de jazz. Plus tard, elle chante dans d'autre groupe avant de faire carrière.
En 2003, elle participe à l'émission Starmania et elle finit 2e. La même année, elle publie son premier single intitulé Ich lebe. Sa chanson est classée première au hit-parade d'Autriche. En 2003, son premier album Freier Fall paraît et elle fait une première tournée du même nom que son album.
En mai 2004, elle sort un nouvel album intitulé Soll das wirklich alles sein, et une tournée en automne 2004.
En Allemagne, le premier single Vorbei sort en novembre 2004, mais c'est son tout premier single Ich will qui la rend célèbre et la place quatrième du hit parade. En juin 2005, l'album Schwarz-Weiss sort en Suisse et en Allemagne. Il remporte un grand succès, prend la troisième place et reste parmi les 20 premiers albums vendus en 1 an.
En avril 2006, elle sort le nouveau single Nie Genug en Autriche. Cette chanson est classée 1re au hit-parade, une tournée suit. Chanson qui sera d'ailleurs reprise dans le générique de la série Le Rêve de Diana mais pour la version originale allemande qui a pour titre Alles was zählt. 
Le 15 septembre 2006, l'album Lebe lauter sort simultanément en Autriche, Allemagne et en Suisse. Il arrive en première place des meilleures ventes en Autriche et en Allemagne ; en Suisse il est seulement classé numéro 6.
Le single actuel est Mehr als perfekt.

## Musique
Christina Stürmer fait du pop rock et ses textes sont en allemand. Ses chansons parlent d’amour, d’amitié, d’alcool et de drogues, de guerre et de paix et de questions concernant la vie en général.
Pour ses fans, elle constitue une figure d’identification. Elle semble une « gentille fille », elle est naturelle et pas du tout arrogante.

## Christina Stürmer et son groupe
Le groupe est composé de :

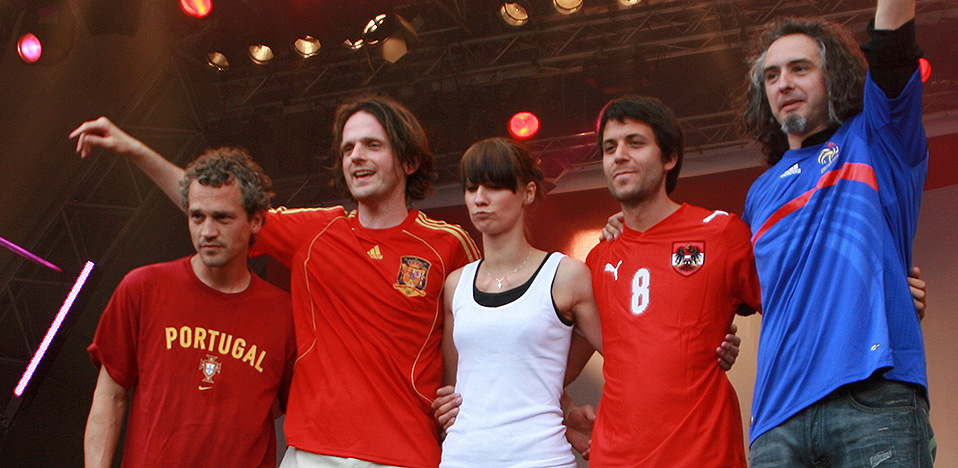
Christina Stürmer und Band

- Gwenael Damman (bassiste, français) ;
- Hartmut Kamm (guitare, claviers, allemand) ;
- Klaus Pérez-Salado (batterie, espagnol) ;
- Oliver Varga (guitare, autrichien).

## Discographie

### Albums studio
| Année | Titre                         | Positions | Positions | Positions | Remarques                                                                |
| Année | Titre                         | AT        | DE        | CH        | Remarques                                                                |
| ----- | ----------------------------- | --------- | --------- | --------- | ------------------------------------------------------------------------ |
| 2003  | Freier Fall                   | 1 (8)     | –         | –         | Date de sortie : 16 juin 2003 Ventes : 90 000 (sous le nom de Christina) |
| 2004  | Soll das wirklich alles sein? | 1 (7)     | –         | –         | Date de sortie : 8 juin 2004 Ventes : 90 000+                            |
| 2006  | Lebe lauter                   | 1 (4)     | 1 (2)     | 6         | Date de sortie : 15 septembre 2006 Ventes : 250 000+                     |
| 2009  | In dieser Stadt               | 1 (1)     | 6         | 8         | Date de sortie : 10 avril 2009 Ventes : 40 000+                          |
| 2010  | Nahaufnahme                   | 2         | 7         | 12        | Date de sortie: 24 septembre 2010                                        |
| 2013  | Ich hör auf mein Herz         | 1 (1)     | 4         | 20        | Date de sortie: 19 avril 2013                                            |
| 2016  | Seite an Seite                | 1 (1)     | 2         | 12        | Date de sortie: 22 avril 2016                                            |
| 2018  | Überall zu Hause              | 1 (1)     | 7         | 21        | Date de sortie: 21 septembre 2018                                        |

### Live et compilations
| Année | Titre                  | Positions | Positions | Positions | Remarques                                      |
| Année | Titre                  | AT        | DE        | CH        | Remarques                                      |
| ----- | ---------------------- | --------- | --------- | --------- | ---------------------------------------------- |
| 2005  | Wirklich alles! (live) | 3         | –         | –         | Date de sortie : 17 mai 2005 Ventes : 100 000  |
| 2005  | Schwarz Weiss          | –         | 3         | 12        | Date de sortie : 30 mai 2005 Ventes : 420 000+ |
| 2008  | laut-Los               | 1 (4)     | 9         | 13        | Date de sortie : 4 avril 2008 Ventes : 20 000+ |

### Singles
| Année                             | Titre                                                    | Position | Position | Position                     | Remarques                                                                    |
| Année                             | Titre                                                    | AT       | DE       | CH                           | Remarques                                                                    |
| --------------------------------- | -------------------------------------------------------- | -------- | -------- | ---------------------------- | ---------------------------------------------------------------------------- |
| 2003                              | Ich lebe Freier Fall                                     | 1 (9)    | –        | –                            | Date de sortie: 24 mars 2003 (sous le nom de Christina) AT: 1xGold, 1xPlatin |
| 2003                              | Geh nicht, wenn du kommst Freier Fall                    | 5        | –        | –                            | Date de sortie: 11 août 2003 (sous le nom de Christina)                      |
| 2003                              | Mama Ana Ahabak Freier Fall                              | 1 (7)    | –        | –                            | Date de sortie: 17 novembre 2003 (sous le nom de Christina) AT: 1xPlatin     |
| 2004                              | Vorbei Soll das wirklich alles sein?/Schwarz Weiß        | 1 (1)    | 83       | –                            | Date de sortie: 3 mai 2004 AT: Gold                                          |
| 2004                              | Bus durch London Soll das wirklich alles sein?           | 5        | –        | –                            | Date de sortie: 16 août 2004                                                 |
| 2004                              | Weißt du wohin wir gehen? Soll das wirklich alles sein?  | 8        | –        | –                            | Date de sortie: 7 novembre 2004                                              |
| 2005                              | Liebt sie dich so wie ich? Soll das wirklich alles sein? | 7        | –        | –                            | Date de sortie: 21 février 2005                                              |
| 2005                              | Ich lebe (2005) Schwarz Weiß                             | 26       | 4        | 21                           | Date de sortie: 25 avril 2005 DE: Gold                                       |
| 2005                              | Engel fliegen einsam (2005) Schwarz Weiß                 | 10       | 16       | –                            | Date de sortie: 1er août 2005                                                |
| 2005                              | Mama (Ana Ahabak) (2005) Schwarz Weiß                    | –        | 11       | 33                           | Date de sortie: 4 novembre 2005                                              |
| 2006                              | Immer an euch geglaubt (2005) Schwarz Weiß               | –        | 46       | –                            | Date de sortie: 10 mars 2006                                                 |
| 2006                              | Nie genug Lebe lauter                                    | 1 (2)    | 15       | 35                           | Date de sortie: 28 avril 2006 AT: Gold                                       |
| 2006                              | Um bei dir zu sein/An Sommertagen Lebe lauter            | 1 (3)    | –        | –                            | Date de sortie: 18 août 2006 AT: Gold                                        |
| 2006                              | Ohne dich Lebe lauter                                    | 8        | 33       | 47                           | Date de sortie: 1er décembre 2006                                            |
| 2007                              | Scherbenmeer Lebe lauter                                 | 6        | 16       | 63                           | Date de sortie: 2 mars 2007                                                  |
| 2007                              | Augenblick am Tag Lebe lauter                            | 29       | –        | –                            | Date de sortie: 15 juin 2007                                                 |
| 2007                              | Um bei dir zu sein (2007) Lebe lauter                    | –        | 39       | –                            | Date de sortie: 3 août 2007                                                  |
| 2007                              | Mitten unterm Année laut-Los                             | 4        | –        | –                            | Date de sortie: 16 novembre 2007                                             |
| 2008                              | Träume leben ewig laut-Los                               | 10       | 40       | –                            | Date de sortie: 28 mars 2008                                                 |
| 2008                              | Fieber laut-Los                                          | 6        | 11       | 92                           | Date de sortie: 16 mai 2008                                                  |
| 2009                              | Ist mir egal In dieser Stadt                             | 8        | 28       | –                            | Date de sortie: 27 mars 2009                                                 |
| 2009                              | Mehr als perfekt In dieser Stadt                         | 23       | 99       | –                            | Date de sortie: 3 juillet 2009                                               |
| 2013                              |                                                          |          |          |                              |                                                                              |
| Millionen Lichter In dieser Stadt | 23                                                       | 99       | –        | Date de sortie: 29 mars 2013 |                                                                              |

### DVD
- de:Wirklich alles! (2005, Doppel-DVD, Live-Mitschnitt vom Konzert in der Wiener Stadthalle im November 2004, große „Ungeschminkt“-Dokumentation, offiziell nur in Österreich veröffentlicht)
- Schwarz Weiß (2005, Best of der Wirklich-alles!-DVD, wurde nicht in Österreich veröffentlicht)
- Lebe lauter Live (wurde am 19. Oktober 2007 veröffentlicht, mit dem Konzert in Wien [Kaiserwiese] und etlichen Bonusmaterial [Unsere besten Tage Tourdokumentation], Veröffentlichung in Österreich, Deutschland und der Schweiz)

### Collaborations
- Avec ses collègues de 'Starmania, Michael Tschuggnall et Boris Uran, Christina Stürmer sortit le single Alles und mehr en automne 2003, qui atteignit la deuxième place des hit-parades en Autriche.
- Im Sommer 2006 nahm sie für die JumpArena-Festivaltour des Radiosenders Jump mit den zahlreichen anderen Teilnehmern der Tour den Song Der Moment auf. Dieser wurde jedoch nicht auf CD veröffentlicht, sondern nur im Radio gespielt.
- Auf André Hellers Sampler Austria for Asia – Deine Hilfe wird gebraucht zugunsten der Opfer der Tsunami-Katastrophe 2004 steuerte sie ihre Stimme bei.

| Année | Titre                                                        | Positions | Positions | Positions | Album                                     |
| Année | Titre                                                        | AT        | DE        | CH        | Album                                     |
| ----- | ------------------------------------------------------------ | --------- | --------- | --------- | ----------------------------------------- |
| 2003  | Alles und mehr (Boris Uran ft. Michael Tschuggnall) (Single) | 2         | -         | -         | Starmania NG- Die neue Generation         |
| 2005  | Deine Hilfe wird gebraucht (Austria for Asia) (Sampler)      | 1         | -         | -         | Austria for Asia                          |
| 2024  | Keine Märchen (ft. Deine Freunde)                            | -         | -         | -         | Keine Märchen (ft. Deine Freunde)- single |